# Marla Sokoloff
Marla Lynne Sokoloff (São Francisco, 19 de dezembro  de 1980) é uma atriz estadunidense, conhecida por interpretar o papel de Lucy Hatcher na série The Practice, e Gia Mahan no seriado da ABC Full House.
Namorou com o ator James Franco, seu colega de elenco do filme Whatever It Takes, de 1999 até 2004.

## Filmografia
| Ano  | Filme                                                        | Papel                   | Notas                         |
| ---- | ------------------------------------------------------------ | ----------------------- | ----------------------------- |
| 1993 | Full House                                                   | Gia                     | Episódio "Amigos Passageiros" |
| 1995 | Freaky Friday                                                | Rachel French           |                               |
| 1995 | The Baby-Sitters Club                                        | Margarite "Cokie" Mason |                               |
| 1996 | True Crime                                                   | Vicki Giordano          |                               |
| 1997 | The Date                                                     | Stacey                  |                               |
| 1998 | The Climb                                                    | Leslie Himes            |                               |
| 2000 | Whatever It Takes                                            | Maggie Carter           |                               |
| 2000 | Dude, Where's My Car?                                        | Wilma                   |                               |
| 2001 | Sugar & Spice                                                | Lisa Janusch            |                               |
| 2001 | Friends                                                      | Deena Tribbiani         |                               |
| 2001 | Strange Frequency                                            | Darcy King              |                               |
| 2001 | Prairie Dogs                                                 | Starlett                |                               |
| 2003 | A Date with Darkness: The Trial and Capture of Andrew Luster | Connie                  |                               |
| 2004 | Home of Phobia                                               | Marjorie                |                               |
| 2004 | Love on the Side                                             | Eve Stuckley            |                               |
| 2004 | The Tollbooth                                                | Sarabeth Cohen          |                               |
| 2005 | The Drive                                                    | Rachel                  |                               |
| 2005 | Crazylove                                                    | Ruth Mayer              |                               |
| 2005 | Christmas in Boston                                          | Gina Crawford           |                               |
| 2008 | Alyx                                                         | Alyx                    |                               |
| 2008 | Play the Game                                                | Julie Larabee           |                               |
| 2009 | Bionicle: The Legend Reborn                                  | Kiina (voz)             |                               |
| 2009 | Flower Girl                                                  | Laurel                  | filme para TV                 |
| 2009 | Maneater                                                     | Jennifer                | filme para TV                 |
| 2009 | Burn Notice                                                  | Melanie                 | Episódio: "Seek and Destroy"  |
| 2009 | Meteor                                                       | Imogene O'Neil          | Minissérie                    |
| 2009 | Drop Dead Diva                                               | Mia Reynolds            | Episódio: "Crazy"             |
| 2010 | The Chateau Meroux                                           | Wendy                   |                               |
| 2010 | The Gift of the Magi                                         | Della Young             | Filme para TV                 |
| 2011 | CSI: NY                                                      | Abigail West            | Episódio: "Party Down"        |
| 2011 | Scents and Sensibility                                       | Marianne Dashwood       |                               |
| 2012 | A Christmas Wedding Date                                     | Rebecca                 |                               |
| 2013 | Melissa & Joey                                               | Dr. Chelsea Mullins     | Episódio: "Can't Hardly Wait" |
| 2014 | The Fosters                                                  | Dani                    |                               |
| 2016 | Fuller House                                                 | Gia                     |                               |